# Adelphoe
Adelphoe, también escrito como Adelphoi y como Adelphi (en español, Los hermanos o Adelfos), es una comedia escrita en latín por Publio Terencio Africano, dramaturgo romano del s. II a. C. Fue representada por primera vez en el año 160 a. C., en los juegos celebrados con motivo de los funerales de Lucio Emilio Paulo Macedónico y es, según todos los criterios de ordenación de la obra de Terencio, la sexta y última obra conocida de este autor. Según la didascalia, se basa en un original griego de Menandro, pero, además, Terencio reconoce en el prólogo haber tomado también una escena de la comedia Synapothnescontes, de Dífilo. Plauto también se habría inspirado en esta comedia de Dífilo para escribir sus Commorientes, pero no habría incluido en su versión la escena que Terencio sí aprovecha para la presente pieza.
Como sucede habitualmente en el teatro de Terencio, no es exactamente una obra de acción y personajes, sino que se trata más bien de teatro de ideas. El autor pretende contraponer dos modelos de educación, uno rígido y estricto, y otro basado en la comprensión y la tolerancia. Aunque al final, el padre que encarna el modelo autoritario se arrepiente, Terencio tampoco parece inclinarse por una educación excesivamente permisiva. Más bien parece abogar, como en tantas otras ocasiones, por un ideal basado en el término medio.

## Personajes

### Personajes principales
- Mición - hermano de Demea, adopta a Esquino y lo educa de manera liberal
- Demea - hermano de Mición, padre de Ctesifonte y de Esquino. Educa de manera estricta a Ctesifonte
- Sanión - mercader de esclavos, amo de Báquide
- Esquino - hijo de Demea, educado por Mición con gran libertad
- Siro - esclavo de Mición
- Ctesifonte - hijo de Demea, criado por su propio padre Demea, con severidad
- Sóstrata - viuda, vecina de Mición
- Pánfila - hija de Sostrata
- Cántara - nodriza de Pánfila
- Geta - esclavo de Sostrata
- Hegión - viejo, amigo cercano del difunto marido de Sostrata
- Dromón, esclavo a las órdenes de Siro

### Personajes que no hablan
- Báquide, meretriz
- Calidia, esclava robada por Esquino
- Estórax, esclavo de Mición
- Estefanión, joven esclavo de Mición
- Parmenón, esclavo de Esquino
- Símulo, padre de Pánfila

## Argumento
Como ya se ha advertido al principio, la comedia trata sobre qué tipo de educación es mejor, una severa y rígida, u otra más liberal y abierta. Ambos modelos de educación están encarnados por los personajes de Demea y Mición, dos viejos hermanos de temperamento muy diferente: mientras que el primero es un padre muy estricto y muy preocupado por sus dos hijos, Esquino y Ctesifonte, el segundo es un solterón jovial y permisivo, que ha adoptado a uno de sus sobrinos, concretamente a Esquino.
Esquino, el joven educado de manera liberal, se apodera de la cortesana Báquide, pero no lo hace para satisfacer sus propios instintos, como todos creen, sino para entregársela a su tímido hermano Ctesifonte, que no se atreve a obrar por miedo a su padre. En realidad, Esquino estaba enamorado de Pánfila, prototipo de muchacha pobre, pero virtuosa.
Al final, todo se descubre, y los dos jóvenes logran casarse con la muchacha a la que amaban: Ctesifonte, con la cortesana Báquide; Esquino, con la virtuosa Pánfila. Por su parte, el viejo Demea renuncia a los viejos principios que habían guiado la educación de su hijo.

## Repercusión posterior
La obra sirvió de inspiración para La escuela de los maridos, de Molière.